# FC Swarovski Tirol
Le FC Swarovski Tirol était un club autrichien de football basé à Innsbruck.

## Historique
- 1986 : fondation du club sous le nom de FC Swarovski Tirol, le club prend la licence de Bundesliga du FC Wacker Innsbruck
- 1986 : 1re participation à une Coupe d'Europe (C3, saison 1986/87)
- 1992 : fermeture du club

## Palmarès
- Championnat d'Autriche
  - Champion : 1989, 1990
  - Vice-champion : 1991

- Coupe d'Autriche
  - Vainqueur : 1989, 1993
  - Finaliste : 1987, 1988

- Supercoupe d'Autriche
  - Finaliste : 1987, 1989, 1990

- Coupe de l'UEFA
  - Demi-finaliste : 1987

## Anciens joueurs
- Michael Baur
- Vaclav Danek
- Néstor Gorosito
- Alfred Hörtnagl
- Tomislav Ivkovic
- Ivica Kalinic
- Klaus Lindenberger
- Manfred Linzmaier
- Hansi Müller
- Peter Pacult
- Heinz Peischl
- Bruno Pezzey
- Kurt Russ
- Michael Streiter
- Robert Wazinger
- Christoph Westerhalter